# Manfred Binz
Manfred Binz (ur. 22 września 1965 we Frankfurcie nad Menem w Hesji) – niemiecki piłkarz występujący na pozycji obrońcy.

## Kariera
Binz przez zdecydowaną większość kariery związany był z Eintrachtem, klubem swojego rodzinnego miasta. Występował tam na pozycji libero. W wieku 21 lat stał się podstawowym zawodnikiem tego zespołu.
W sezonie 1989/1990 piłkarze Eintrachtu z Binzem w składzie zajęli 3. miejsce w krajowych rozgrywkach. Kiedy po Mistrzostwach Świata 1990, kadrę narodową opuścił libero, Klaus Augenthaler, nowy selekcjoner reprezentacji, Berti Vogts powołał Binza do kadry. Binz stał się pierwszym debiutantem kadencji nowego trenera. Stało się to 29 sierpnia 1990 w spotkaniu z Portugalią.
Stał się podstawowym zawodnikiem reprezentacji Niemiec, z którą wystąpił na Euro 1992 w Szwecji. Niemcy zdobyli na tej imprezie srebrny medal. Mecz grupowy z Holandią, rozegrany 18 czerwca 1992, był jego ostatnim występem w narodowych barwach.
W 1996 roku Binz z Eintrachtem spadł do drugiej ligi. Wtedy przeniósł się do Włoch, gdzie grał w Brescii Calcio i pomógł jej w awansie do Serie A.
W połowie sezonu 1997/1998, mająca problemy kadrowe, pierwszoligowa Borussia Dortmund, ściągnęła do siebie Binza. Pod koniec kariery grał w regionalnym Kickers Offenbach. Krótko występował też w rezerwach Eintrachtu i amatorskim KSV Klein-Karben.

## Statystyki
- liczba meczów w Bundeslidze: 349
- Liczba goli w Bundeslidze: 26
- Liczba meczów w 2. Bundeslidze: 31
- Liczba goli w 2.Bundeslidze: 4
- Liczba meczów w Serie A: 8
- Liczba meczów w Serie B: 36
- liczba goli w Serie B: 3
- Liczba meczów w reprezentacji: 14
- Liczba goli w reprezentacji: 1

## Sukcesy
- Wicemistrzostwo Europy: 1992
- Najwyższa pozycja w Bundeslidze: 3 (1990 1992 1993)
- Puchar RFN: 1988
- Awans do Serie A: 1997